# 69 (поза)
69 е секс поза, при която двама души застават така, че устите им да са близо до гениталиите на другия и да могат едновременно да си упражняват взаимно орална любов. Постигането на позата включва завъртане, подобно на числото 69, откъдето идва и името ѝ. В този случай цифрите 6 и 9 се разглеждат като пиктограми, като издадените части на цифрите изобразяват главите на участниците.
Идеята на позата е партньорите да изпитват орална сексуална стимулация едновременно, макар това да може да разсея тези, които се опитват да се фокусират единствено върху своето собствено удоволствие от получаването или даването на орална любов. Освен това позицията често не е удобна за партньори с голяма разлика в ръста.